# Mic Donet
Mic Donet [mɪk dɔne] (* 1979 in München; eigentlich Michael Schuppach) ist ein deutscher Soulsänger und Songwriter, der in Berlin lebt.

## Biografie
Michael Schuppach wuchs in München in einer musikalischen Familie auf. In der zweiten Hälfte der 1990er Jahre war er Breakdancer und gehörte der Münchener Crew Step 2 Diz an. Dort wurde er von einem Labelscout für den Gesang entdeckt und 2001 unterschrieb er seinen ersten Solovertrag. Drei Jahre später veröffentlichte er bei Sony Music unter dem Namen „Mic“ sein erstes Album mit dem Titel Stille Wasser. Mit dem Lied Jemand da belegte er Platz 89 in den deutschen Charts. Er begleitete Stars wie Carlos Santana, Stevie Wonder, Keith Tynes, Aloe Blacc und Erykah Badu als Vorgruppe bzw. Background auf deren Touren. Während eines sechsmonatigen USA-Aufenthalts wurde er 2006 bei einem Wettbewerb in Las Vegas zum International Act of the Year gewählt.
Nach seiner Rückkehr nach Deutschland beschloss er, eine neue Richtung einzuschlagen. Er trennte sich von Sony Music und begann, an einem Album mit englischsprachigen Songs zu arbeiten. Außerdem änderte er seinen Künstlernamen in „Mic Donet“, abgeleitet von lateinisch Donatus in Anspielung auf das ihm in die Wiege gelegte Gesangstalent. 2008 gewann er in Moskau den vom Rapper Timati organisierten internationalen Soul-/R&B-Wettbewerb Version 0.1. Im selben Jahr wurde auch sein Album Plenty of Love fertiggestellt. Die Veröffentlichung wurde jedoch verschoben, in der Folgezeit war Mic Donet mit den neuen Songs als Livemusiker unterwegs.
Im Jahr 2011 nahm er zunächst an der deutschen Gesangs-Castingshow X Factor teil, stieg dort aber nach der ersten Runde freiwillig aus. Wenig später qualifizierte er sich bei der Gesangs-Castingshow The Voice of Germany für die Liveshows, die Anfang 2012 stattfanden. Er kam als einer von drei Teilnehmern mit beiden Gesangsbeiträgen der ersten beiden Liveshows durch Verkäufe bei den Internet-Musikshops in die deutschen Musikcharts. In der Gruppe von Coach Xavier Naidoo erreichte er das Halbfinale der besten acht Teilnehmer. Der von ihm im Halbfinale vorgetragene, selbstkomponierte Song Losing You erreichte Platz 36 der deutschen und Platz 18 der Schweizer Charts. Wenige Monate später wurde das Album Plenty of Love veröffentlicht und stieg auf Platz 4 in Deutschland ein. Im Oktober desselben Jahres war Donet auch an Naidoos The-Voice-Projekt Sing um dein Leben beteiligt.
Anfang 2013 veröffentlichte die kamerunische Sängerin Irma ihren Titel I Know in einer Duett-Version mit Mic Donet. Im Sommer 2017 veröffentlichte der Rapper Olli Banjo sein Album 'Großstadtdschungel' in dem Donet als Feature vertreten war. Im Herbst 2017 war Donet zu Gast bei Xaviers Wunschkonzert Live, einer Sendung seines Mentors Xavier Naidoo.

## Diskografie
Alben
- Stille Wasser (als Mic, 2004)
- Plenty of Love (2012)
- Rise and Shine (2015)

Singles
- Jemand da (als Mic, 2004)
- Union (als Mic, 2004)
- Mama (Joce’n’Reza featuring Mic Donet, 2011)
- Ain’t No Sunshine (2012)
- Killer / Papa Was a Rolling Stone (Medley, 2012)
- I Believe I Can Fly (2012)
- Losing You (2012)
- Plenty of Love (2012)
- I Know (Irma featuring Mic Donet, 2013)
- Rise and Shine (2015)